# Juanan (Fußballspieler)
Juan Antonio González Fernández, kurz Juanan, (* 27. April 1987 in Palma) ist ein spanischer Fußballspieler, der seit 2016 beim Bengaluru FC, welcher in der indischen I-League spielt, unter Vertrag steht.

## Karriere
Juanan begann in der Jugendabteilung des in Palma beheimateten ADC San Pedro und RCD Mallorca mit dem Fußballspielen. Über die Jugend des Klubs CD San Francisco ging er 2006 auf das spanische Festland und spielte für Deportivo La Coruña.
2008 kam er zu zwei Partien im UI-Cup. Am 26. Februar 2009 kam Juanan auch zu seinem Profidebüt, als er bei der 1:3-Niederlage im Sechzehntelfinalrückspiel des UEFA-Cups gegen Aalborg BK in der 69. Minute für Filipe Luis eingewechselt wurde.
In der ersten Mannschaft blieb Juanan ein Stammplatz verwehrt, in der zweiten Mannschaft war er jedoch Stammspieler. 2009 wechselte er in die zweite Mannschaft von Real Madrid. 2011 ging er ins Ausland zum deutschen Zweitligisten Fortuna Düsseldorf. Sein Debüt bei diesem Verein gab er am 24. Juli 2011, als er am zweiten Spieltag gegen den SC Paderborn in der 86. Minute für Ken Ilsø eingewechselt wurde. Sein erstes Tor für die Düsseldorfer machte er am 16. September 2011, als er am achten Spieltag gegen den FC Erzgebirge Aue in der 89. Minute den Treffer zum 4:2-Endstand markierte. Das erste Mal in der Startaufstellung eines Pflichtspiels stand Juanan am 25. Oktober 2011 in der 2. Runde des DFB-Pokal gegen 1860 München. Am Ende der Saison stand der Aufstieg in die Bundesliga.
Am 16. August 2013 wechselte er zum ungarischen Club Újpest Budapest, von dort im Juli 2014 zu Recreativo Huelva in die 2. spanische Liga. Im Sommer 2015 wechselte er, nach dem Abstieg von Huelva, zum Zweitligisten CD Leganés. Im Februar 2016 wechselte er in die Vereinigten Staaten zu Rayo OKC.